# آدا هيغربرغ
آدا مارتين ستولسمو هيغربرغ (بالنرويجية: Ada Martine Stolsmo Hegerberg‏) (مواليد 10 يوليو 1995) هي لاعبة كرة قدم نرويجية تلعب مع نادي أولمبيك ليون الفرنسي.
مثلت هيغربرغ النرويج على مستوى الدولي للشباب، وشاركت لأول مرة مع المنتخب الأول في عام 2011. في عام 2013 كانت هي جزءًا من منتخب النرويج الذي فاز بالميدالية الفضية في بطولة أمم أوروبا للسيدات 2013.
فازت هيغربرغ بجائزة أفضل لاعبة في أوروبا لعام 2016، وفي عام 2017 تم منحها لقب أفضل لاعبة من بي بي سي. في عام 2018 أصبحت أول امرأة تحصل على جائزة الكرة الذهبية.

## مسيرتها الكروية
ولدت دا هيغربرغ في مولده، النرويج، لكن نشأت في سندلسورا حيث لعبت لنادي سوندل مع أختها كبيرة أندرين. في عام 2007 انتقلت عائلاتهم إلى كولبوتن، حيث انضمت الأخوات لاحقا إلى نادي كولبوتن.
في 3 ديسمبر 2018 ، أصبح هيغربرغ أول فائزة بجائزة الكرة الذهبية للسيدات. أثار مقدم الحفل مارتن سولفيج جدلا على مواقع التواصل الاجتماعي بعدما سأل هيغربرغ إثر تسلمها جائزتها، ما إذا كانت مستعدة لتقديم رقصة ذات طبيعة إيحائية جنسية (بالإنجليزية: Twerking)‏، وهو ما رفضت القيام به بعدما بدا عليها الإحراج.

## مسيرتها الدولية
في سن الخامسة عشر، كانت هيغربرغ جزءًا من المنتخب النرويجي تحت 19 سنة الذي تأهل لبطولة أوروبا تحت 19 سنة للسيدات 2011. كما تم ضمها إلى التشكيلة في نهائيات البطولة، حيث وصلت النرويج إلى المباراة النهائية. تم ضم هيغربرغ إلى المنتخب النرويجي في كأس العالم للسيدات تحت 20 سنة 2012، حيث وصل المنتخب إلى ربع النهائي. وسجلت هي وأندرين أهداف الفوز 2-1 على كندا في مرحلة المجموعات. شاركت لأول مرة لها مع منتخب النرويج الأول كبديله في مباراة الهزيمة 3-1 أمام أيرلندا الشمالية في لورجان في 19 نوفمبر 2011.
تم اختيار هيغربرغ في تشكيلة منتخب النرويج لبطولة أمم أوروبا للسيدات 2013 وشاركت في أول بطولة لها في المباراة الافتتاحية التي أنتهت بالتعادل 1-1 أمام آيسلندا في 11 يوليو 2013. وسجلت هدفها الأول في ذات البطولة في مباراة هزيمة إسبانيا 3-1 في ربع النهائي ولعبت 90 دقيقة كاملة كما خسر النرويج النهائي 0-1 إلى ألمانيا.
في يناير 2016 تم منح هيغربرغ الكرة الذهبية النرويجية لعام 2015، وهي الجائزة التي يتم منحها لأفضل لاعب/لاعبة كرة قدم في النرويج.
في صيف 2017 قررت هيغربرغ أخذ استراحة من كرة القدم الدولية.

## الإحصائيات
آخر تحديث 4 ديسمبر 2018.
| النادي         | الموسم   | الدرجة                     | الدوري | الدوري  | الكأس  | الكأس   | قاري   | قاري    | المجموع | المجموع |
| النادي         | الموسم   | الدرجة                     | الظهور | الأهداف | الظهور | الأهداف | الظهور | الأهداف | الظهور  | الأهداف |
| -------------- | -------- | -------------------------- | ------ | ------- | ------ | ------- | ------ | ------- | ------- | ------- |
| كولبوتن        | 2010     | الدوري النرويجي            | 9      | 3       | 0      | 0       | —      | —       | 9       | 3       |
| كولبوتن        | 2011     | الدوري النرويجي            | 21     | 12      | 1      | 0       | —      | —       | 22      | 12      |
| كولبوتن        | المجموع  | المجموع                    | 30     | 15      | 1      | 0       | —      | —       | 31      | 15      |
| ستابك          | 2012     | الدوري النرويجي            | 18     | 24      | 5      | 7       | 3      | 2       | 26      | 33      |
| ستابك          | المجموع  | المجموع                    | 18     | 24      | 5      | 7       | 3      | 2       | 26      | 33      |
| توربين بوتسدام | 2012–13  | الدوري الألماني            | 11     | 5       | 2      | 0       | 0      | 0       | 13      | 5       |
| توربين بوتسدام | 2013–14  | الدوري الألماني            | 14     | 6       | 1      | 1       | 5      | 2       | 20      | 9       |
| توربين بوتسدام | المجموع  | المجموع                    | 25     | 11      | 3      | 1       | 5      | 2       | 33      | 14      |
| ليون           | 2014–15  | دوري الدرجة الأولى للسيدات | 22     | 26      | 6      | 7       | 4      | 1       | 32      | 34      |
| ليون           | 2015–16  | دوري الدرجة الأولى للسيدات | 21     | 33      | 5      | 8       | 9      | 13      | 35      | 54      |
| ليون           | 2016–17  | دوري الدرجة الأولى للسيدات | 22     | 20      | 3      | 3       | 8      | 4       | 33      | 27      |
| ليون           | 2017–18  | دوري الدرجة الأولى للسيدات | 20     | 31      | 0      | 0       | 9      | 15      | 29      | 46      |
| ليون           | 2018–19  | دوري الدرجة الأولى للسيدات | 10     | 10      | 0      | 0       | 4      | 4       | 14      | 14      |
| ليون           | المجموع  | المجموع                    | 95     | 120     | 14     | 18      | 34     | 37      | 143     | 175     |
| الإجمالي       | الإجمالي | الإجمالي                   | 168    | 170     | 23     | 26      | 42     | 41      | 233     | 237     |

1. ↑  تشمل كأس النرويج وكأس ألمانيا وكأس فرنسا
2. ↑  دوري أبطال أوروبا للسيدات

## الإنجازات

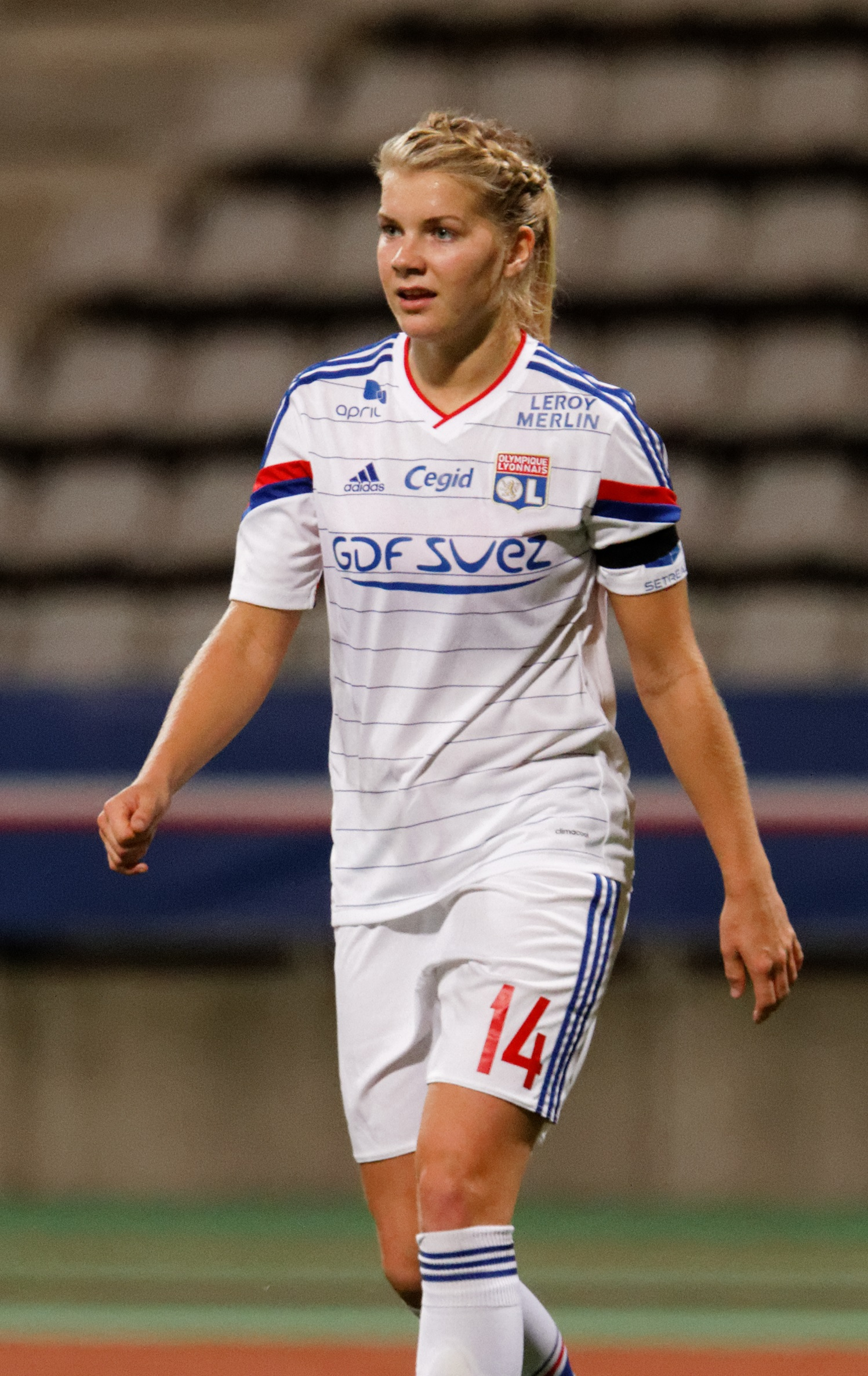
آدا هيغربرغ مع ليون في 2014.

### النادي
ستابك
- كأس النرويج (1): 2012

 ليون
- دوري الدرجة الأولى للسيدات (4): 2014–15, 2015–16, 2016–17, 2017–18
- كأس فرنسا (3): 14–15, 2015–16, 2016–17
- دوري أبطال أوروبا للسيدات (3): 2015–16، 2016–17، 2017–18

### الفردية
- جائزة أفضل لاعبة في أوروبا (1): 2016
- جائزة أفضل رياضي في النرويج (1): 2016
- فيفبرو (1): فيفبرو[13]
- لاعبة العام من بي بي سي (1): 2017[14]
- جائزة الكرة الذهبية (1): 2018

## وصلات خارجية
- آدا هيغربرغ على موقع IMDb (الإنجليزية)

- آدا هيغربرغ على موقع الاتحاد الدولي (مؤرشف)  (الإنجليزية)
- آدا هيغربرغ على موقع الاتحاد الأوربي (الإنجليزية)
- آدا هيغربرغ على موقع اتحاد النرويج (النرويجية)
- آدا هيغربرغ على موقع قاعدة بيانات كرة القدم.إي يو (الإنجليزية)
- آدا هيغربرغ على موقع ليكيب (الفرنسية)
- آدا هيغربرغ على موقع Soccerway.com (الإنجليزية)
- آدا هيغربرغ على موقع عالم كرة القدم.نت (الإنجليزية)